# Mitt hem är Copacabana
Mitt hem är Copacabana è un film drammatico del 1965 diretto da Arne Sucksdorff.

## Trama
I protagonisti sono quattro ragazzi della favela di Rio de Janeiro, nella zona di Copacabana. Cercano di sopravvivere alla povertà commettendo piccoli furti e giocando con le poche cose a loro disposizione. La quotidianità prosegue fino a quando Rico scopre di essere malato, e decide di tornare nell'istituto per minori da cui era scappato piuttosto che morire solo per strada.

## Riconoscimenti
Guldbagge - 1965
Miglior regista a Arne Sucksdorff